# Rodzina planetoidy Massalia
Rodzina planetoidy Massalia – jedna z rodzin planetoid z pasa głównego, w skład której wchodzą obiekty charakteryzujące się parametrami orbit oraz składem powierzchni podobnym do planetoidy (20) Massalia. Większość z nich należy do planetoid typu S. Występuje u nich rezonans orbitalny z Marsem.
Wszystkie one krążą po trajektoriach zawierających się w przedziale od 2,37 do 2,45 j.a. od Słońca, ich nachylenie względem ekliptyki mieści się w przedziale od 0,4° do 2,4°, a mimośrody od 0,12 do 0,21.
Obecnie znanych jest ok. 47 przedstawicielek tej rodziny. Szacuje się, że ok. 0,8% masy populacji wszystkich planetoid z pasa głównego wchodzi w skład tej rodziny. 
Do przedstawicielek należą m.in.: 
- (20) Massalia
- (7760) 1990 RW3 (choć ma ok. 7 km średnicy, jest drugim pod względem wielkości obiektem w tej rodzinie)